# 仔返し
仔返し（こがえし、仔返し）とは、動物、特に犬の交配の際に行われる、謝礼ないし対価として行われている慣習である。

## 解説
交配は、一般に雄犬側の立場が強く、雌犬のオーナーが交配相手となる雄犬を探す。交配に際し、雌犬側は雄犬側に、交配の対価として種付料を支払うか、産まれた仔犬の中から雄犬側のオーナーが選んだ1匹を、対価として渡すこととなる。この産まれた仔犬を渡す対応を仔返しという。
仔返しは、種付料の代わりとする場合もあれば、種付料のほかに別途行う場合もあり、交配相手の募集の際に、条件として明示することもある。
犬は多胎であるため、仔返しが行われることとなるが、仮に1匹しか仔犬が産まれない場合でも、仔返しにより雄犬側が産まれた仔犬を引き取ることもある。